# Guerrino Crivello
Guerrino Crivello (Torino, 6 novembre 1941) è un attore italiano.

## Biografia
Ha svolto tutta la sua carriera interpretando parti di secondo piano, affrontando spesso ruoli da caratterista a lui particolarmente congeniali. Ha esordito nel 1971 con Per amore o per forza di Massimo Franciosa, e da allora ha interpretato circa trenta film: tra i suoi titoli più famosi 4 mosche di velluto grigio di Dario Argento, La classe operaia va in paradiso di Elio Petri, Fantozzi contro tutti di Neri Parenti e Le nuove comiche, sempre di Neri Parenti.

## Filmografia
- Per amore o per forza, regia di Massimo Franciosa (1971)
- 4 mosche di velluto grigio, regia di Dario Argento (1971)
- La classe operaia va in paradiso, regia di Elio Petri (1971)
- La tarantola dal ventre nero, regia di Paolo Cavara (1971)
- Decameron nº 3 - Le più belle donne del Boccaccio, regia di Italo Alfaro (1972)
- La mala ordina, regia di Fernando Di Leo (1972)
- Mio caro assassino, regia di Tonino Valerii (1972)
- Nel nome del padre, regia di Marco Bellocchio (1972)
- Le cinque giornate, regia di Dario Argento (1973)
- Per le antiche scale, regia di Mauro Bolognini (1975)
- Buttiglione diventa capo del servizio segreto, regia di Mino Guerrini (1975)
- Oh, Serafina!, regia di Alberto Lattuada (1976)
- Sturmtruppen, regia di Salvatore Samperi (1976)
- Chi dice donna dice donna (1976)
- Todo modo, regia di Elio Petri (1976)
- La dottoressa del distretto militare (1976)
- Il mostro, regia di Luigi Zampa (1977)
- Circuito chiuso, regia di Giuliano Montaldo (1978)
- Dottor Jekyll e gentile signora, regia di Steno (1979)
- Ciao nì!, regia di Paolo Poeti (1979)
- Zucchero, miele e peperoncino, regia di Sergio Martino (1980)
- Speed Cross, regia di Stelvio Massi (1980)
- Fantozzi contro tutti, regia di Neri Parenti (1980)
- I carabbimatti, regia di Giuliano Carnimeo (1981)
- Il minestrone, regia di Sergio Citti (1981)
- C'è un fantasma nel mio letto, regia di Claudio De Molinis (1981)
- Dio li fa poi li accoppia, regia di Steno (1982)
- Dolce pelle di Angela, regia di Andrea Bianchi (1986)
- Il Bi e il Ba, regia di Maurizio Nichetti (1986)
- Niente stasera, regia di Ennio De Dominicis (1993)
- Le nuove comiche, regia di Neri Parenti (1994)
- Cartoni animati, regia di Sergio Citti (1997)
- Ti amo Maria, regia di Carlo Delle Piane (1997)
- Fantozzi 2000 - La clonazione, regia di Domenico Saverni (1999)

## Doppiatori italiani
- Sergio Fiorentini in C'è un fantasma nel mio letto
- Massimo Giuliani in Dio li fa e poi li accoppia